# Sericosura cochleifovea
Sericosura cochleifovea är en havsspindelart som beskrevs av Child, C.A. 1989. Sericosura cochleifovea ingår i släktet Sericosura och familjen Ammotheidae. Inga underarter finns listade i Catalogue of Life.